# Rene Land Skolen
Rene Land Skolen (Jap. 浄土宗, Jōdoshū) er en japansk buddhistisk skole, som er baseret på de tre Rene Land sutraer, der blev fremlagt af Shakyamuni Buddha før Lotus Sutraen. Grundlæggeren af skolen, Honen (1133-1212), fortalte at denne verden af lidelse, saha verdenen, er et urent land og kun ved at chante ”Namu Amida Butsu” (念仏 Nembutsu) kunne almindelige mennesker blive genfødt i et paradis, som ligger vest for universet, hvor Amida Buddha befinder sig. Skolen frasagde alle de andre sutraer, specielt Lotus Sutraen. Ved at prædike, at frelsens eneste eksistens var i et liv ude i fremtiden og et sted langt væk, tilskyndede Nembutsu en holdning af resignation, ligegyldighed og længsel efter at flygte, og den holdning bredte sig i det japanske samfund i det 1000-tallet.